# 羅馬 (德克薩斯州)
罗马（Roma）是位於美国德克萨斯州斯塔尔县格蘭德河沿岸的一座城市。根據2010年美國人口普查，當地人口为9,765人。羅馬與墨西哥塔毛利帕斯州的米格尔阿莱隔河相望。羅馬的歷史可以追溯至1821年。1846年美墨戰爭後罗马成為美國的一部分。